# Big Sandy (Montana)
Big Sandy è una città degli Stati Uniti d'America situata nel Montana, nella Contea di Chouteau.